# Frank Farenski
Frank Farenski ist ein deutscher Fernsehjournalist, Dokumentarfilmer und Aktivist. Er hat ab 1988 für das öffentlich-rechtliche Fernsehen, vor allem 3sat, ZDFinfo und ARD, gearbeitet. Er leitet den Sender „Transparenz-TV“ und seit 2012 den YouTube-Kanal „Leben mit der Energiewende TV“. Er lebt und arbeitet in Berlin. 
Seine sechs Kinofilme verbreiten Wissen über die Vorzüge erneuerbarer Energien und können als Bildungsmaterial verstanden werden. Die Filme sind open source verfügbar und sollen der Öffentlichkeit kostenlos Informationen über die Vorzüge regenerativer Energieversorgung bieten. Er betreibt ein Internet-TV Studio in Berlin. Er präsentiert in seinen Filmen den Stand aktueller Entwicklungen in Wissenschaft, Technik und Industrie und kooperiert zu diesem Zweck mit Akteuren der freien Wirtschaft wie Andreas Piepenbrink, Abgeordneten wie Hans-Josef Fell oder dem Fernsehjournalisten und Buchautor Franz Alt.

## Filmografie (Auswahl)
- 2000: Aus dem Alltag einer Mukoviszidose-Kranken. Dokumentarfilm, Süddeutsche TV, OCLC 835679040 (Regie)
- 2012: China auf der Überholspur. Dokumentarfilm, ZDF (Regie und Buch)[6][7]
- 2012: Leben mit der Energiewende. Werbefilm (Regie und Drehbuch)